# François Roul
Pour les articles homonymes, voir Roul.
 (janvier 2023).
François Roul est un homme politique français né le 5 mars 1782 à Erbray (Loire-Atlantique) et mort le 25 septembre 1864 à Talence (Gironde).

## Biographie
François Roul naît le 5 mars 1782 à Erbray. Il est le fils de Pierre Roul, notaire, et de son épouse, Jeanne Maillard.
Négociant en vins, membre de la chambre de commerce de Bordeaux, maire de Talence et conseiller général, François Roul est député de la Gironde de 1831 à 1848, siégeant dans la majorité soutenant les ministères de la monarchie de Juillet.
Il meurt le 25 septembre 1864 au château Monadey, sur la commune de Talence. 

### Sources
- « François Roul », dans Adolphe Robert et Gaston Cougny, Dictionnaire des parlementaires français, Edgar Bourloton, 1889-1891 [détail de l’édition]